# Reuilly, Indre
Reuilly là một xã ở tỉnh Indre khu vực trung bộ Pháp. Xã này có diện tích 25,8 km², dân số thời điểm năm 1999 là 1963 người. Khu vực này có độ cao trung bình 114 mét trên mực nước biển.